# Fondation Bellona
La fondation Bellona est une organisation non gouvernementale environnementale internationale, fondée en 1986 et basée à Oslo, en Norvège.
Créée en 1986 par Frederic Hauge et Rune Haaland, elle était constituée dans un premier temps d'un groupe protestataire. Mais ensuite, elle s'orienta vers la recherche de technologies et de solutions environnementales. Au total, ce sont près de 75 écologistes, physiciens nucléaires, scientifiques, ingénieurs, économistes, avocats, conseillers et journalistes qui travaillent pour Bellona.
Avec des bureaux situés à Bruxelles, Washington, Saint-Pétersbourg, Mourmansk et Oslo, Bellona travaille en collaboration avec des gouvernements, des experts et d'autres ONG pour parvenir à trouver des solutions durables aux problèmes environnementaux les plus urgents. On peut citer par exemple le réchauffement de la planète, le nettoyage des restes de la guerre froide en Russie et la sécurité des installations pétrolières et gazières en Europe.
En février 1996, les renseignements russes arrêtent l'expert russe de Bellona Alexander Nikitin et l'accusent d'espionnage alors qu'il faisait un reportage pour Bellona sur la sécurité nucléaire de la flotte russe du Nord. Finalement, il sera acquitté par la cour suprême russe en 2000.
La fondation environnementale soutient la technique de la capture et du stockage souterrain du carbone.